# Wilhelm Dahlbom

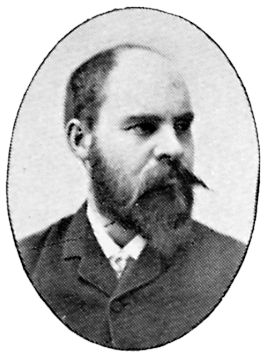
Wilhelm Dahlbom

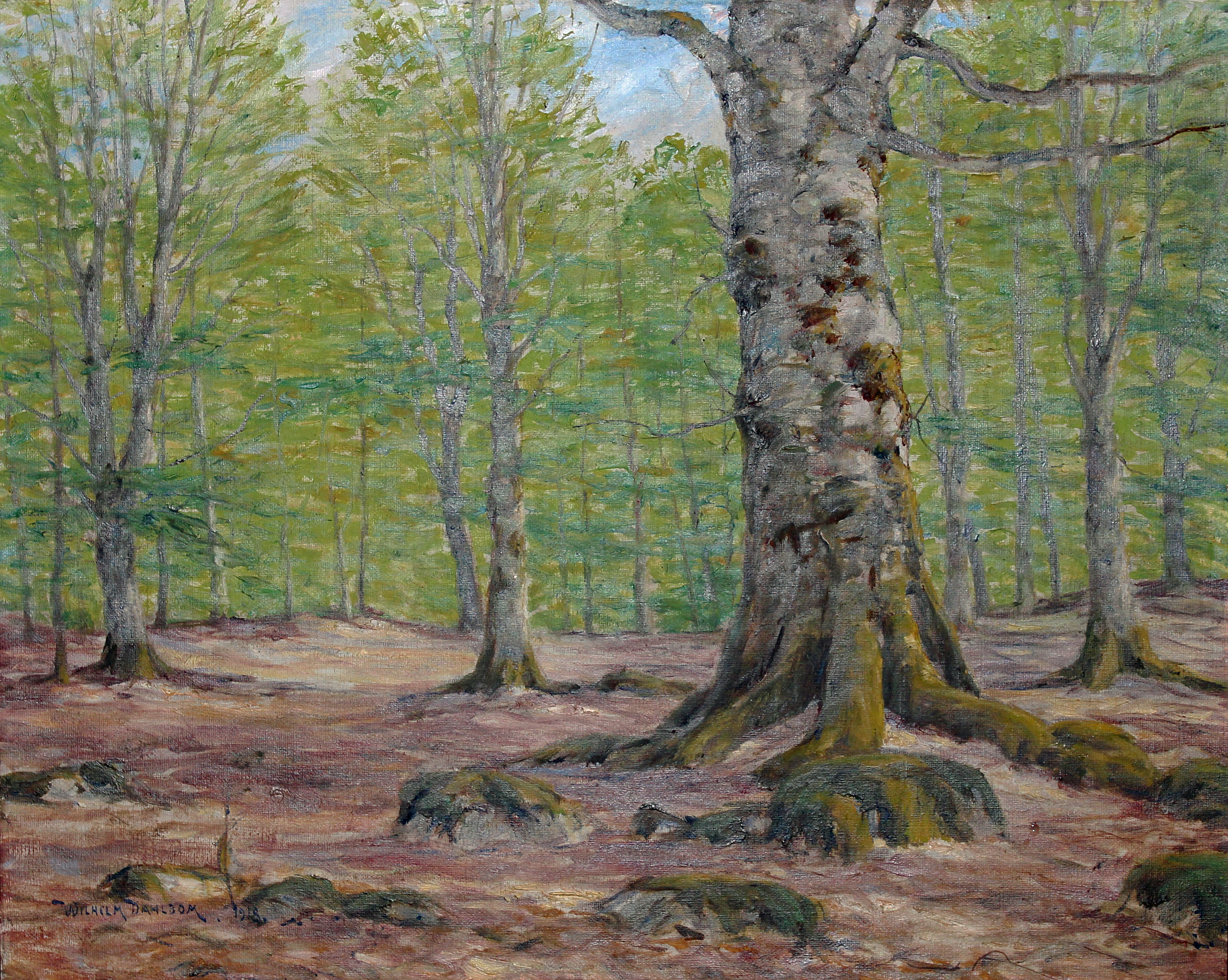
Bild von Wilhelm Dahlbom, Bokskog i vårgrönska, 1918 (Buche im Frühjahr 1918)

Wilhelm Stephan Dahlbom (* 1855 in Lund; † 1928 in Snogeröd) war ein schwedischer Maler.

## Leben
Der Sohn des Insektenforschers Anders Gustaf Dahlbom studierte an der Kunstakademie in Stockholm, reiste zur Weiterbildung nach Italien, Deutschland und Frankreich (Parisaufenthalt). Er ließ sich dann in Schweden (Ringsjön) nieder und widmete sich vor allem der Landschaftsmalerei. Seine Bildmotive sind: Wald, Küsten von Mittelschweden und Skåne. Der Buchenwald ist eines seiner beliebtesten Motive. Dahlbom malte auch einige Altarbilder.
Seine Werke sind im Schwedischen Nationalmuseum in Stockholm, im Malmö konstmuseum und der schwedischen Porträtsammlung auf Schloss Gripsholm vertreten.